# Singelloop Utrecht
Singelloop Utrecht est une course à pied de 10 kilomètres se déroulant tous les ans, en septembre ou octobre, à Utrecht, aux Pays-Bas. L'épreuve est inaugurée en 1925 et est interrompue de 2001 à 2006.
Lors de l'édition 2010, le Kényan Leonard Komon établit un nouveau record du monde du 10 km en 26 min 44 s.

## Palmarès
Record de l'épreuve
| Date | Vainqueur masculin | Nationalité | Temps            | Vainqueur féminine | Nationalité | Temps       |
| ---- | ------------------ | ----------- | ---------------- | ------------------ | ----------- | ----------- |
| 2014 | David Kogei        | Kenya       | 28 min 46 s      | Lucy Macharia      | Kenya       | 32 min 26 s |
| 2013 | Timothy Kiptoo     | Kenya       | 28 min 25 s      | Joyce Chepkirui    | Kenya       | 31 min 20 s |
| 2012 | Charles Cheruiyot  | Kenya       | 28 min 22 s      | Miranda Boonstra   | Pays-Bas    | 34 min 05 s |
| 2011 | Philip Langat      | Kenya       | 27 min 28 s      | Winnie Jepkemoi    | Kenya       | 31 min 31 s |
| 2010 | Leonard Komon      | Kenya       | 26 min 44 s (WR) | Rkia El Moukim     | Maroc       | 32 min 51 s |
| 2009 | Leonard Komon      | Kenya       | 27 min 10 s      | Nadia Ejjafini     | Italie      | 32 min 37 s |
| 2008 | Sammy Kitwara      | Kenya       | 27 min 44 s      | Monica Chepkoech   | Kenya       | 32 min 01 s |
| 2007 | Mark Tanui         | Kenya       | 27 min 52 s      | Lornah Kiplagat    | Pays-Bas    | 32 min 05 s |